# Телетріумф (2006)
6 церемонія премії «Телетріумф», яка пройдена в палаці «Україна» на телеканалі «1+1» ефіру від 23 серпня 2006 року, кількість номінацій — 19, поданих заявок — 256, а експертів — 76. Церемонія відкрита Національною радою з питань телебачення і радіомовлення і студією «1+1».

## Номінати та переможці
Категорія — номінати в номінації
| Номінат                                              | Телеканал                                               | Виробництво                                        | Переможець                          | Номінація                        |
| ---------------------------------------------------- | ------------------------------------------------------- | -------------------------------------------------- | ----------------------------------- | -------------------------------- |
| ТСН. Підсумки                                        | 1+1                                                     | Телеканал «1+1» і Студія «1+1»                     | Марічка Падалко                     | Інформаційно-аналітична програма |
| Час                                                  | 5 канал                                                 | Телеканал «5 канал»                                | невідомо                            | Інформаційно-аналітична програма |
| Новини                                               | Перший національний                                     | Телеканал «Перший національний»                    | невідомо                            | Інформаційно-аналітична програма |
| Подробиці неділі                                     | Інтер                                                   | Телеканал «Інтер» і Inter Media Group              | невідомо                            | Інформаційно-аналітична програма |
| Найрозумніший                                        | 1+1                                                     | Телеканали «1+1» і «СТС» (Росія)                   | Тіна Канделакі                      | Ігрова програма                  |
| Караоке на майдані                                   | Інтер                                                   | Телеканал «Інтер»                                  | Ігор Кондратюк                      | Ігрова програма                  |
| Ігри патріотів                                       | Інтер                                                   | Телеканал «Інтер» і «Mistral Production» (Франція) | Павло Костіцин                      | Ігрова програма                  |
| Шиканемо                                             | Інтер                                                   | Телеканал «Інтер»                                  | Кузьма Скрябін                      | Ігрова програма                  |
| Острів спокус                                        | Телерадіокомпанія «Рен ТБ» спільно з телеканалом «ICTV» | Телеканали «Рен ТБ» (Росія) і «ICTV»               | невідомо                            | Ігрова програма                  |
| Я хочу бути зіркою!                                  | 1+1                                                     | Телеканал «1+1»                                    | невідомо                            | Дитяча програма                  |
| Клуб суперкниги                                      | 1+1                                                     | Еммануіл                                           | невідомо                            | Дитяча програма                  |
| Уроки тітоньки Сови. Абетка-малятко                  | невідомо                                                | ТО «Маски»                                         | невідомо                            | Дитяча програма                  |
| Срібний апельсин                                     | Україна                                                 | Телеканал «Україна»                                | невідомо                            | Дитяча програма                  |
| Разом з Пізнайком                                    | невідомо                                                | Галичина                                           | невідомо                            | Дитяча програма                  |
| Свобода слова                                        | ICTV                                                    | Телеканал «ICTV»                                   | Савік Шустер                        | Ток-шоу                          |
| 5 копійок                                            | 5 канал                                                 | Телеканал «5 канал»                                | невідомо                            | Ток-шоу                          |
| Йду на Ви                                            | 1+1                                                     | Телеканал «1+1» і Студія «1+1»                     | невідомо                            | Ток-шоу                          |
| Подробиці з перших вуст                              | Інтер                                                   | Телеканал «Інтер» і Inter Media Group              | невідомо                            | Ток-шоу                          |
| Ключовий момент                                      | Інтер                                                   | Телеканал «Інтер» і «Мелорама продакшн»            | Наталя Сумська                      | Ток-шоу                          |
| Шанс                                                 | Інтер                                                   | Телеканал «Інтер»                                  | Кузьма Скрябін і Наталя Могилевська | Розважальна програма             |
| Вечірній квартал                                     | Інтер                                                   | Телеканал «Інтер» і Студія «Квартал 95»            | Володимир Зеленський                | Розважальна програма             |
| Маски-шоу 2005                                       | невідомо                                                | ТО «Маски»                                         | Георгій Делієв                      | Розважальна програма             |
| 3х4. Найкумедніше домашнє відео                      | невідомо                                                | Студія «Пілот»                                     | Анатолій Дяченко                    | Розважальна програма             |
| Guten Morgen                                         | M1                                                      | Телеканал «M1» і «ТелеОдин»                        | невідомо                            | Розважальна програма             |
| Закрита зона. Ціль: Україна                          | невідомо                                                | ТРК «НБМ»                                          | невідомо                            | Публіцистична програма           |
| Голодомор. Україна. ХХ сторіччя                      | невідомо                                                | НТКУ                                               | невідомо                            | Публіцистична програма           |
| Народжені в Україні                                  | СТБ                                                     | Телеканал «СТБ»                                    | невідомо                            | Публіцистична програма           |
| Спецпроєкт. Серія «Цунамі»                           | Інтер                                                   | Телеканал «Інтер»                                  | невідомо                            | Публіцистична програма           |
| Я так думаю                                          | 1+1                                                     | Телеканал «1+1» і Студія «1+1»                     | невідомо                            | Публіцистична програма           |
| Батурин. Загублена столиця                           | невідомо                                                | Нова студія                                        | невідомо                            | Документальний фільм             |
| Україна. Готьє. Невипадкова зустріч                  | 1+1                                                     | Телеканал «1+1» і Студія «1+1»                     | невідомо                            | Документальний фільм             |
| Дивись!                                              | ТЕТ                                                     | Телеканал «ТЕТ»                                    | Наталя Калатай                      | Документальний фільм             |
| Україна. Голодомор. ХХ сторіччя. Технологія геноциду | невідомо                                                | НТКУ                                               | невідомо                            | Документальний фільм             |
| Командировка за правдою                              | Інтер                                                   | Телеканал «Інтер»                                  | невідомо                            | Документальний фільм             |

Категорія — творець номінату